# Brandon Chase
Brandon Chase (n. 17 martie 1929, New York City, New York, SUA – d. 15 ianuarie 2020, Simi Valley, California, SUA) a fost un producător și distribuitor de filme⁠(d) american.
Chase era șeful biroului NBC din New Orleans atunci când a decis să producă și să regizeze filmul Girl in Trouble⁠(d) (1963). Filmul a avut succes și a lansat cariera lui Chase ca producător. Chase a lucrat în Europa și a înființat compania Group One Productions. Cel mai cunoscut film al său a fost Aligatorul (1980).

## Filmografie
- The Dead One⁠(d) (1961)
- Four for the Morgue (1962)
- Girl in Trouble⁠(d) (1963)
- Harlow⁠(d) (1965)
- Relations (1969)
- Threesome (1970)
- The Rogue (1976)
- The Last 4 Days (1976)
- The Teasers⁠(d) (1977)
- Invazia păianjenului uriaș⁠(d) (1976) [4]
- Cinderella (1977)
- UFOs Are Real (1979)
- Aligatorul (1980)
- The Sword and the Sorcerer (1983)
- Aligatorul II⁠(d) (1991)